# Cuerda que rodea la Tierra

Visualización que muestra que la longitud añadida a la circunferencia (cian) depende únicamente del radio adicional (rojo) y no de la circunferencia original (gris)

El problema de la cuerda que rodea la Tierra es un acertijo matemático con una solución contraintuitiva. En una versión común del problema, se supone que se enrolla una cuerda alrededor del ecuador de la Tierra, que se considera perfectamente esférica. Esta cuerda se corta y se agrega una pieza de longitud 1 m. La cuerda ahora se ha recolocado para que esté a una altura uniforme sobre el ecuador. La pregunta que se plantea es si la separación entre la cuerda y la Tierra permitirá el paso de un automóvil, de un gato o de la hoja de un cuchillo.

## Solución
Teniendo en cuenta que 1 m es casi despreciable en comparación con los 40 000 km de la circunferencia de la Tierra, la primera impresión lleva a contestar que la nueva posición de la cuerda prácticamente no será diferente de la posición original sobre la superficie. Sorprendentemente, la respuesta correcta es que un gato pasará fácilmente por debajo de la cuerda, cuyo separación del suelo será de 12π metros o aproximadamente 16 cm. Aún más sorprendente es que el tamaño de la esfera o círculo alrededor del cual se extiende la cuerda es irrelevante, y puede ser cualquier cosa desde el tamaño de un átomo hasta el de la Vía Láctea, y el resultado seguirá siendo 16 cm.

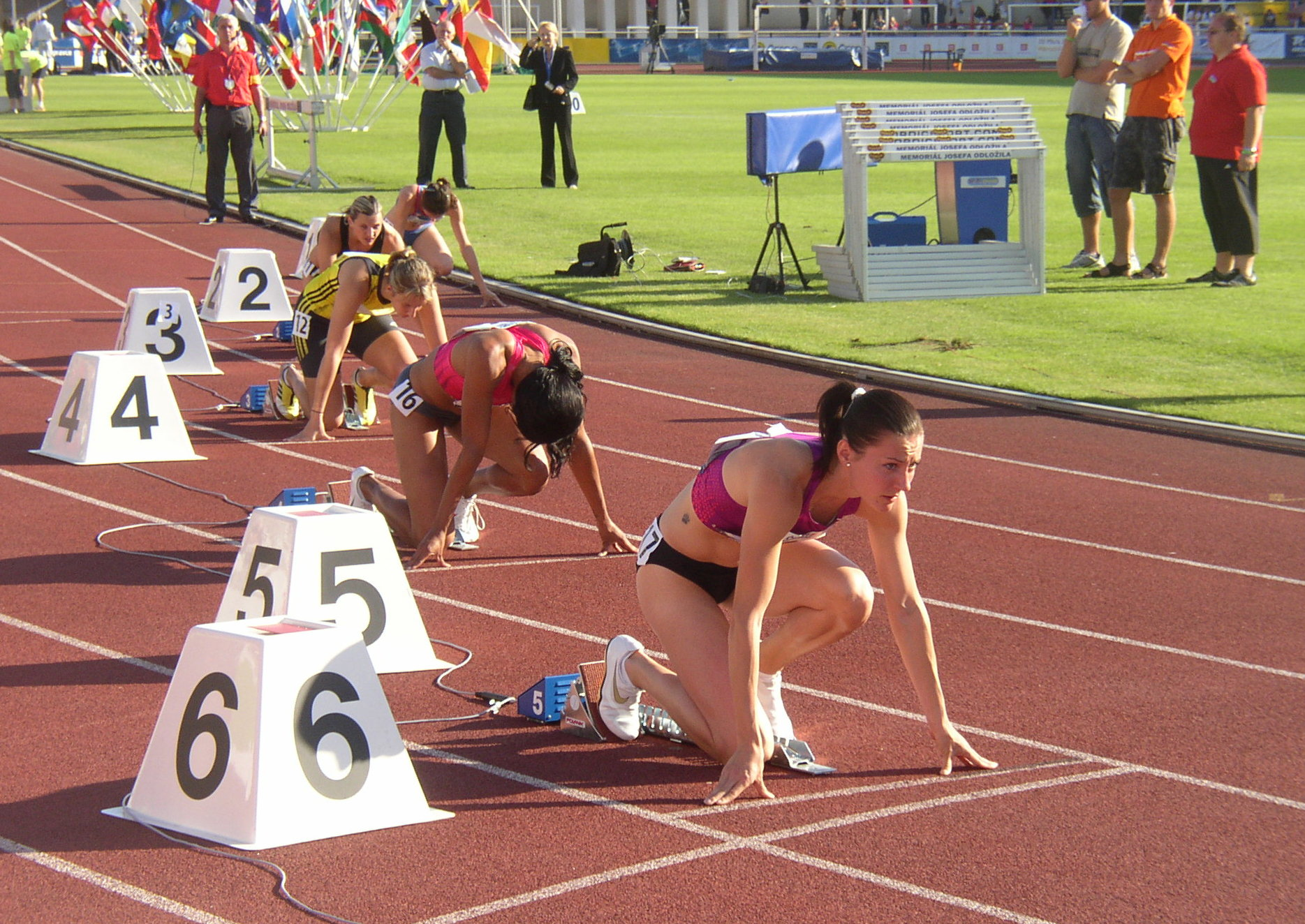
Fotografía que muestra el desplazamiento entre las líneas de salida de una pista de atletismo

Sea C la circunferencia de la Tierra, R su radio, c la longitud agregada a la cuerda y r el aumento del radio. Como un círculo de radio R  tiene una circunferencia de 2πR, entonces:
{\displaystyle {\begin{aligned}\\C+c&=2\pi (R+r)\\2\pi R+c&=2\pi R+2\pi r\\c&=2\pi r\\\therefore \;r&={\frac {c}{2\pi }}\end{aligned}}}
independientemente del valor de C.
Un corolario es que, para elevar la cuerda original 16 cm del suelo en todo el ecuador, solo se necesita agregar 1 m a la cuerda.
Esto también significa que una pista de atletismo tiene el mismo desplazamiento entre las líneas de inicio en cada calle, igual a 2π el ancho de la calle, tanto como si el perímetro de la pista es de 400 m o tiene el tamaño de la Vía Láctea.